# Medium Extended Air Defense System
Medium Extended Air Defence System (MEADS) – rakietowy mobilny system antybalistyczny i przeciwlotniczy krótkiego i średniego zasięgu obrony w fazie terminalnej (Terminal Phase Defense) w niskich warstwach atmosfery, opracowywany przez Stany Zjednoczone we współpracy z Niemcami i Włochami. MEADS do 2016 roku zastąpić ma systemy Patriot w Stanach Zjednoczonych, Hawk w Niemczech oraz Nike Hercules we Włoszech. System konstruowany jest do zwalczania zagrożeń atmosferycznych, w tym pocisków manewrujących, samolotów, helikopterów oraz bezzałogowych statków powietrznych (UAV), oferując przy tym nowe możliwości zwalczania taktycznych pocisków balistycznych.
Koszt rozwoju konstrukcyjnego systemu MEADS oblicza się na 23 miliardy amerykańskich dolarów, który w 58% pokryty został przez Stany Zjednoczone, w 28 procentach przez Niemcy i Włochy, udział natomiast pozostałych państw skupionych w NATO Medium Extended Air Defense System Management Organization wyniósł 17%.

## Program
Programem rozwoju systemu kieruje specjalnie powołana w tym celu agencja Sojuszu Północnoatlantyckiego NATO Medium Extended Air Defence Management Agency (NAMEADSMA). 19 maja 1999 roku NAMEADSMA wraz z amerykańska agencją rządową Ballistic Missile Defense Organization (aktualnie Missile Defense Agency) ogłosiły wybór trój-narodowego komitetu, którego decyzją głównym koordynatorem projektu została spółka joint venture MEADS International. W skład joint venture weszły amerykański Lockheed Martin, włoski MEADS Italy oraz niemiecki MEADS Germany.

## Architektura systemu
Projekt i konstrukcja systemu oparte są na podstawowych wymaganiach określających zdolność do jednoczesnego zwalczania przez system celów zarówno powietrznych, jak i balistycznych, bardzo dużej szybkości systemu, wysokiej manewrowości oraz niskiej wykrywalności. System musi być zdolny do zwalczania zagrożeń z każdego kierunku jednocześnie oraz bardzo mobilny – łatwy w transporcie wraz szybkimi, mobilnymi siłami lądowymi NATO, za pomocą samolotów Lockheed C-130 Hercules i Airbus A400M oraz helikopterów CH-47 Chinook i CH-53 Super Stallion.

### Pocisk
Zgodnie z pierwotnymi założeniami, system rakietowy MEADS oparty jest na pocisku PAC-3 MSE (Missile Segment Enhancement) wchodzącym w skład najnowocześniejszej wersji systemu Patriot PAC-3 – PAC-3 Configuration 3.

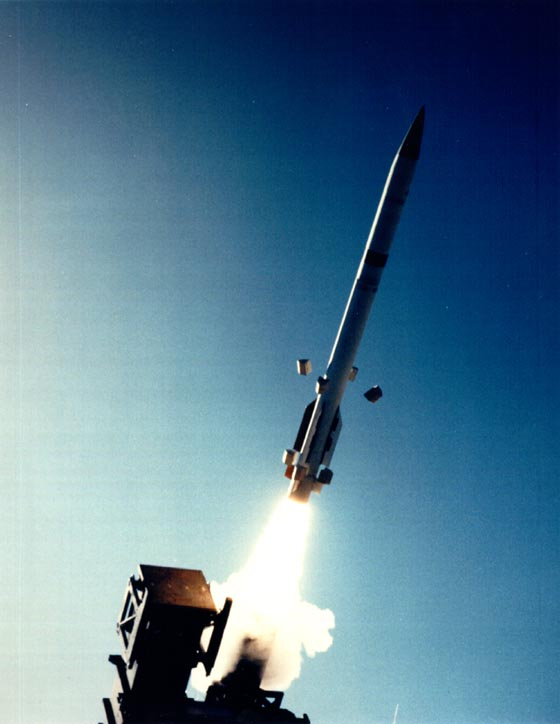
Pocisk PAC-3 ERINT/MSE

Prace nad tym pociskiem rozpoczęły się latach osiemdziesiątych XX wieku, kiedy Lockheed Martin prowadził prace nad pociskiem rakietowym dla Agencji Zaawansowanej Obrony Antybalistycznej Armii Stanów Zjednoczonych (U.S. Army’s Advanced Ballistic Missile Defense Agency). Amerykańskie Dowództwo Obrony Strategicznej zmieniło jednak wymagania wobec pocisku, domagając się umieszczenia w nim radaru zdolnego do umożliwienia pociskowi bezpośredniego dostarczenia celowi wielkiej ilości energii kinetycznej. Po zawarciu odpowiedniego kontraktu, Lockheed Martin rozpoczął prace nad prototypem wykorzystując technologię radaru pracującego w paśmie Ka i gotowy już zespół napędowy. Zespół badawczo-konstrukcyjny działu Missiles and Fire Control (Pocisków i Kontroli Ognia) koncernu Lockheed Martin opracował technologię hit-to-kill, która pomyślnie przeszła pierwsze testy. Całemu programowi nadano wówczas nazwę Flexible Lightweight Agile Guided Experiment (FLAGE). W lutym 1994 roku, rozstrzygnięto konkurs, w wyniku którego prototyp Lockheed Martin pocisku ERINT (Extended Range Interceptor Technology) został wybrany do prac nad pociskiem dla systemu Patriot PAC-3, a w październiku tego roku, Lockeed Martin rozpoczął prace nad projektem, rozwojem i produkcją pocisku spełniającego konkretne wymagania systemu PAC-3. We wrześniu 1997, Lockheed Martin pomyślnie przeprowadził pierwszy test rozwojowy systemu PAC-3 MSE, który de facto stał się też pierwszym testem elementu przyszłego systemu MEADS.